# Diego de la Cruz

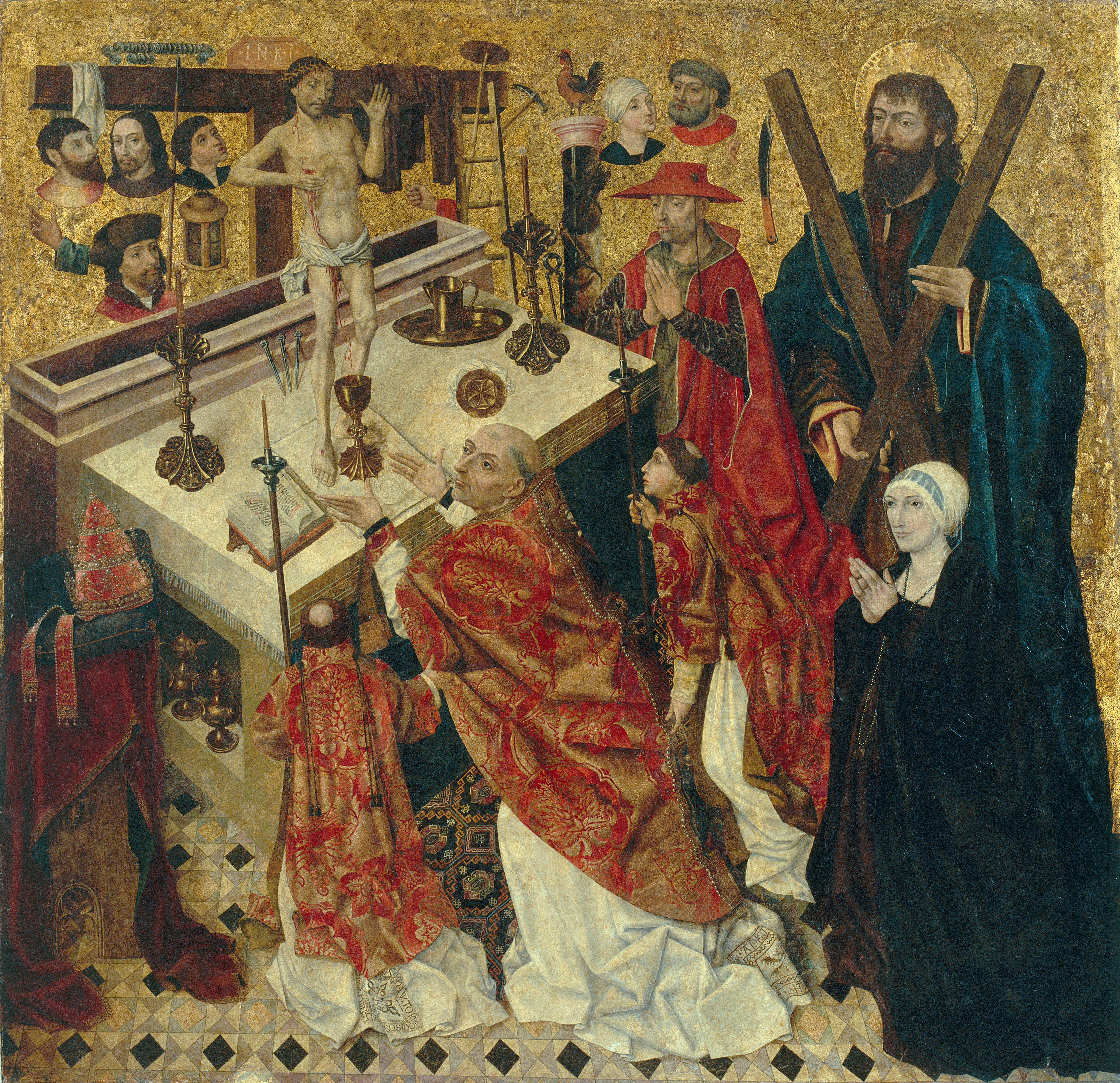
Missa de Sant Gregori (MNAC)

Diego de la Cruz (1460-1499) fou un pintor espanyol del segle xv, de possible origen flamenc.

## Biografia
Va ser redescobert pel món artístic a partir de 1966, gràcies a l'estudi que sobre ell va fer Josep Gudiol Ricart. Aquest estudiós ho suposava nascut entorn de l'any 1460 a Flandes, i l'emmarca dins de la generació de pintors hispano-flamencs anteriors a la figura de Juan de Flandes. Altres autors, com per exemple Camón Aznar, el suposen d'origen espanyol. Pel que tota la crítica és unànime, és la forta influència exercida en ell per mestres nòrdics, com Roger van der Weyden i Gerard David.
La primera documentació sobre ell el situa a Burgos entorn de l'any 1482. Va ser un estret col·laborador de Gil de Siloé, els retaules policromats. Fins al definitiu estudi de Gudiol se li suposava un escultor col·laborador de Siloé. El seu estil el situa entre els millors creadors de l'escola hispano-flamenca.
El seu estil es va anar hispanitzat progressivament, no quedant en les seves obres últimes cap rastre dels suaus paisatges flamencs. Simultàniament les seves figures presenten uns trets una mica més durs, més afilats, característica pròpia de l'art hispà.

## Obra
- Crist de Pietat entre la Verge i Sant Joan, al Museu del Prado. Aquesta és l'única obra seva signada de la seva mà. Se la creu realitzada al voltant de 1475.
- Estigmatització de Sant Francesc d'Assís, a l'Església de Sant Esteve, a Burgos, cap 1487-1489.
- Crist entre dos àngels, Colegiata de Covarruvias, Burgos.
- Missa de Sant Gregori, entre 1475-1480, Museu Nacional d'Art de Catalunya, Barcelona.
- Crist de Pietat, del Museu de Belles Arts de Bilbao de 1485.
- Crist de Pietat entre David i Jeremies, Col·lecció privada, Barcelona.
- Tríptic de l'Epifania, Catedral de Burgos
- Assumpció de la Mare de Déu, Museu-Hospital de Santa Cruz, Toledo.